# Lake Forest Park
Lake Forest Park es una ciudad ubicada en el condado de King en el estado estadounidense de Washington. En el año 2000 tenía una población de 13.142 habitantes.

## Geografía
Lake Forest Park se encuentra ubicada en las coordenadas 47°45′24″N 122°17′23″O / 47.75667, -122.28972.

## Demografía
Según la Oficina del Censo en 2000 los ingresos medios por hogar en la localidad eran de $74.149, y los ingresos medios por familia eran $84.316. Los hombres tenían unos ingresos medios de $53.164 frente a los $39.531 para las mujeres. La renta per cápita para la localidad era de $33.419. Alrededor del 3,8% de la población estaban por debajo del umbral de pobreza.